# His Favorite
Người cậu thích nhất (アイツの大本命 Aitsu no Daihonmei), hoặc là His Favorite, là một bộ manga Shounen ai được tạo bởi Suzuki Tanaka. Câu chuyện kể về Takahiko Satō, một nam sinh đẹp trai khiến tất cả nữ sinh trong trường thần tượng và tôn sùng, nhưng anh lại không hứng thú với họ. Anh thích "người anh thích nhất" - Yoshino Yoshida, một nam sinh cùng lớp từng bảo vệ Satō khỏi những kẻ bắt nạt khi anh còn trẻ. Tuy nhiên, khi Yoshida quá gần với Satō, mọi nữ sinh trong trường đều ghét cậu. His Most Favorite là một trong những truyện được phát hành bởi SuBLime, bản yaoi được in bởi Viz Media, dưới cái tên His Favorite. Vào tháng 8 năm 2015, có thông tin rằng His Favorite được chuyển thể sang bản live-action trên TV.

## Nhân vật
- Takahiko Satō là một nam sinh đẹp trai được thần tượng bởi tất cả nữ sinh trong trường. Tuy nhiên, anh không hứng thú với họ và chỉ chú ý tới nam sinh cùng lớp Yoshio Yoshida - "người anh thích nhất". Bốn năm trước, Satō bị bắt nạt bởi những học sinh khác bởi vì anh khá béo, nhưng Yoshida đã bảo vệ anh. Bố mẹ của Satō sau đó gửi anh vào một ngôi trường ở Anh nơi được chuyển sang là một trại giảm cân cho các em bị béo phì, nơi bắt các em học sinh phải giảm cân bằng cách, chiến đấu với các loài động vật hoang dã. Sau đó anh giảm cân, tăng chiều cao, và trở nên thu hút. Anh yêu Yoshida, nhưng anh cũng có thiên hướng là một người bạo dâm và thích trêu đùa những nỗi sợ hãi của Yoshida. Anh thậm chí lộ cả mối quan hệ với Yoshida ở trường, nhưng điều này có vẻ không ảnh hưởng tới những nữ sinh theo đuổi anh.
- Yoshio Yoshida là người mà Satō thích nhất. Cậu không được mấy thu hút với bạn học bởi vì cậu rất thấp với chiếc sẹo hình chữ X, thứ mà cậu có khi bảo vệ Satō trong những ngày còn trẻ. Mọi nữ sinh yêu Satō ghét Yoshida về việc dành nhiều thời gian gần với thần tượng của họ. Yoshida thường sợ về việc giấu giếm mối quan hệ tình cảm với Satō và phản kháng khi Satō quá âu yếm cậu ở trường. Cậu cũng cố gắng kiềm chế một vài thiên hướng bạo dâm của Satō với người khác. Cậu rất dễ sợ ma, năng lực siêu nhiên, và các ngôi nhà bị ám. Sau khi mối quan hệ của cậu với Satō được công khai, cậu thấy mình có thêm nhiều xung đột với những nữ sinh.
- Hosaku Akimoto là một trong những người bạn của Yoshida. Không giống các nam sinh khác, cậu đã có một mối quan hệ, đó là cậu hẹn hò với hàng xóm của cậu Yoko, mặc dù cậu khăng khăng nói rằng họ chỉ là bạn.
- Makimura là một người bạn khác trong những người bạn của Yoshida. Rất có tham vọng có một cô bạn gái, Makimura luôn luôn thất bại, một phần bởi vì ngoại hình của cậu, có mụn ở trên mặt. Cậu luôn theo đuổi các nữ sinh khác trong suốt series, và đặc biệt cố gắng chinh phục tình cảm của Armia Machiko.
- Yamanaka được cho là nam sinh nổi tiếng thứ hai, sau Satō. Cậu coi Satō như kẻ thù về sức hút với các nữ sinh ở trường. Cậu tán tỉnh Yoshida để cố gắng vượt mặt Satō, dẫn đến việc Satō đánh trả lại bằng cách lan truyền tin đồn rằng Yamanaka là một tên hư hỏng, dẫn đến sự nổi tiếng của cậu. Cậu bây giờ đang ở trong một mối quan hệ với Torachin.
- Tsuyako Ijuin là một thành viên cũ trong trại giảm cân cho các em bị béo phì mà Satō tham gia, người duy nhất là học sinh Nhật Bản. Như Satō, cô cũng là một người bạo dâm, tuy nhiên cô luôn phê bình rằng có những nét khác biệt của Satō trong sự bạo dâm của anh bởi vì anh luôn chán với người luôn phục tùng anh. Tsuyako xuất thân từ một gia đình giàu có và luôn có những cách biểu hiện cảm xúc một cách kì quặc.
- Chị em sinh đôi nhà Nozawa là một cặp chị gái và em trai đứng đầu Câu lạc bộ Mỹ thuật của trường. Cả hai muốn vẽ Yoshida và Satō, làm phiền họ đến khi nào học đồng ý.
- Torachin là một người bạn của Yoshida từ thời trung học. Tên thật của anh là "Toranosuke", nhưng anh được đặt là Torachin bởi vì có hai người tên "Toranosuke" trong lớp. Giống như Torachin, Yoshida cũng được đặt là "Yoshi-Yoshi" vì lớp có hai người tên Yoshida trong lớp. Anh gặp khó khăn về việc thu hút  các cô gái bởi vì anh trông cục cằn và đáng sợ, nhưng sau đó anh bước vào một mối quan hệ với Yamanaka.
- Murakami trở thành nam sinh nổi tiếng thứ hai của trường sau khi Yamanaka không còn nổi tiếng nữa. Anh có một sở thích là biến thành trap (là con trai nhưng ăn mặc giống con gái) và nghĩ rằng anh là một cô gái có ngoại hình tốt hơn những người khác ở trường.
- Seijuro Nishida là một nam sinh công khai mình là đồng tính cũng thích Yoshida. Anh xuất hiện với tính cách đối diện với Satō: Nishida là một người nghiêm chỉnh, thân thiện, và hay giúp đỡ, thậm chí là quả cảm. Anh và Satō luôn tranh giành Yoshida, thỉnh thoảng ở trường, khiến học sinh khác nghĩ chỉ là một câu chuyện hài thường ngày.
- Arima Machiko là hội trưởng hội học sinh, cũng thích Satō. Cô dùng vị trí của mình để tổ chức các sự kiện rằng cô có cơ hội chiến thắng khi một mình với Satō là giải thưởng chính. Makimura làm việc cho cô và thích cô.
- Takeru Azuma là một nam sinh mới chuyển đến, và vẫn trong một mối quan hệ với Nishida khi 5 tuổi. Anh vẫn thích Nishida và vì vậy, anh coi Yoshida là kẻ thù với sức hút của cậu. Satō cố gắng làm Nishida thích Azuma lần nữa.

## Truyền thông
His Favorite bắt đầu ra từ năm 2008. Tankōbon đầu tiên ra tại Nhật bởi Nhà xuất bản Libre vào ngày 18 tháng 7 năm 2008. Sau đó 10 tập đã được xuất bản. Series được phát hành bằng tiếng Anh bởi SuBLime, với tập đầu tiên được phát hành vào ngày 11 tháng 9 năm 2012. Vào tháng 8 năm 2015, nó được thông báo rằng series sẽ được chuyển thành series live-action trên TV. Kōta Torii sẽ trong vai Yoshida, và Takeaki Isowa trong vai Satō.

## Phản hồi
Ian Wolf của tạp chí MyM khen ngợi His Most Favorite đã viết rằng: "Điều thú vị là Yoshida không có sức thu hút bởi vì vết sẹo trên mặt điều có thể xua đuổi mọi người. Tuy nhiên tính hài hước rất tốt và tính liên kết giữa hai việc khá tốt."
Shaenon K. Garrity, viết cho Anime News Network, đã có nhiều lời khen tích cực. Cô khen ngợi về tính hài hước, dàn diễn viên phụ và sự biểu hiện tính cách. Tuy nhiên, Garrity cũng cho rằng sự quấy rầy trong việc ham muốn tình dục có trong xuất hiện ở His Most Favorite. 